# Bavariapark

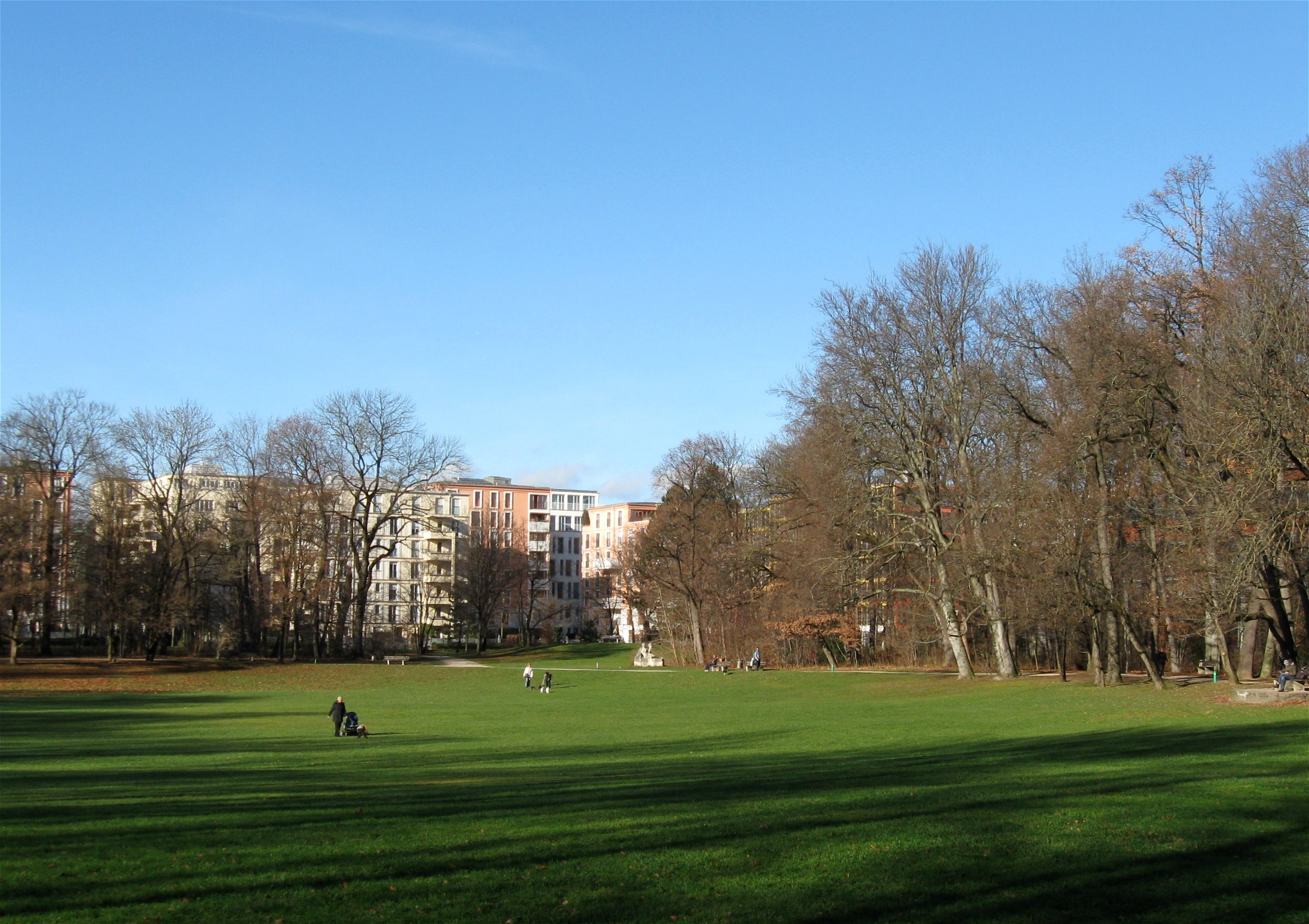
Le Bavariapark en fin d'automne

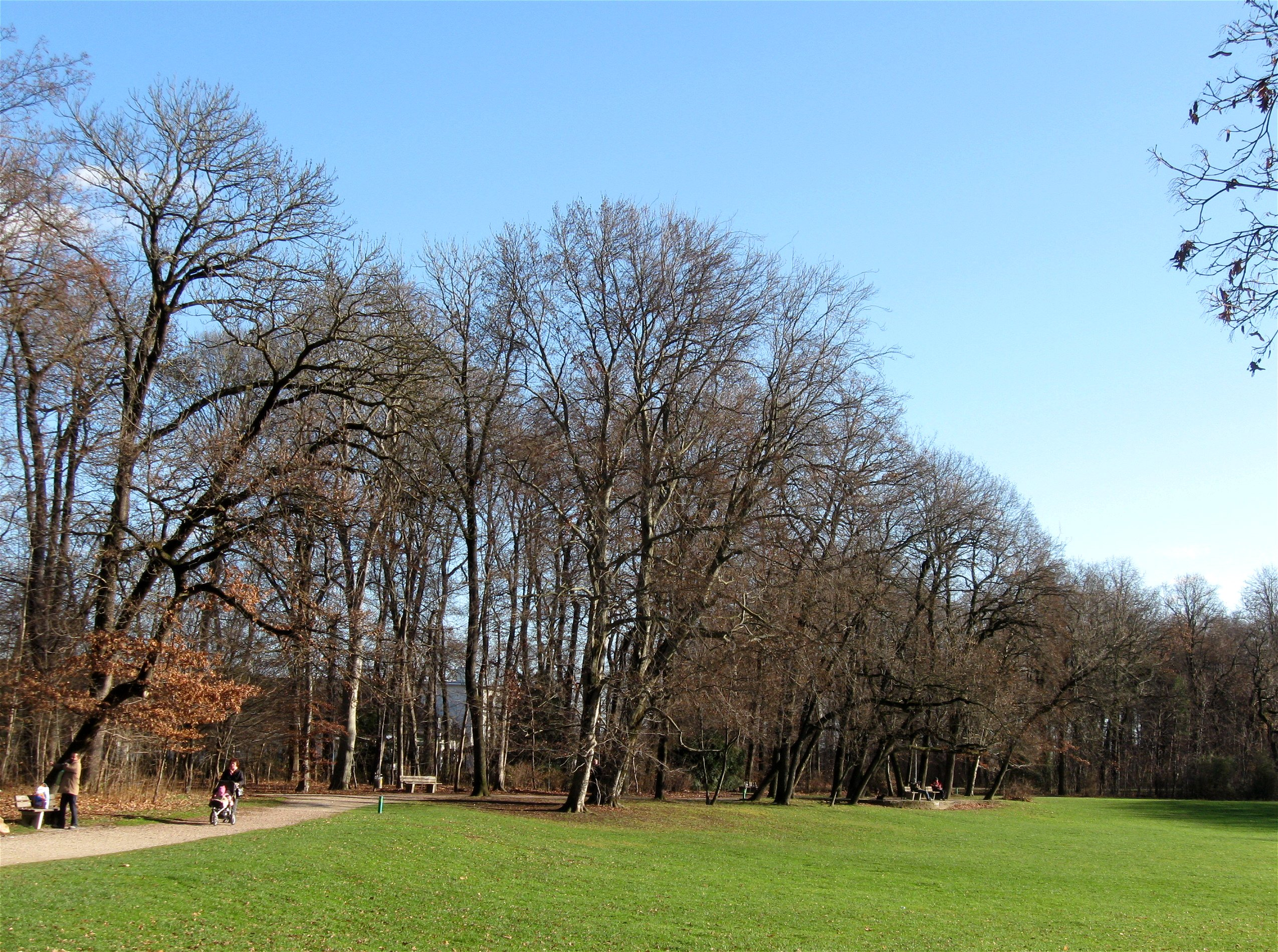
Le Bavariapark en fin d'automne

Le Bavariapark (parc Bavaria, également appelé le parc d'exposition) de Munich a une superficie de 6,8 hectares et constitue un monument architectural au sens de la loi sur la protection des monuments bavarois. Il est situé derrière la statue de la Bavière et le temple de la Renommée (Ruhmeshalle) de la Theresienwiese dans le district de Schwanthalerhöhe. Après la relocalisation de la foire dans le nouveau Centre des Expositions de Riem, l'ensemble de la zone entourant le parc a été repensé et le Bavariapark est à nouveau ouvert au public depuis 1999. 

## Histoire

### Formation

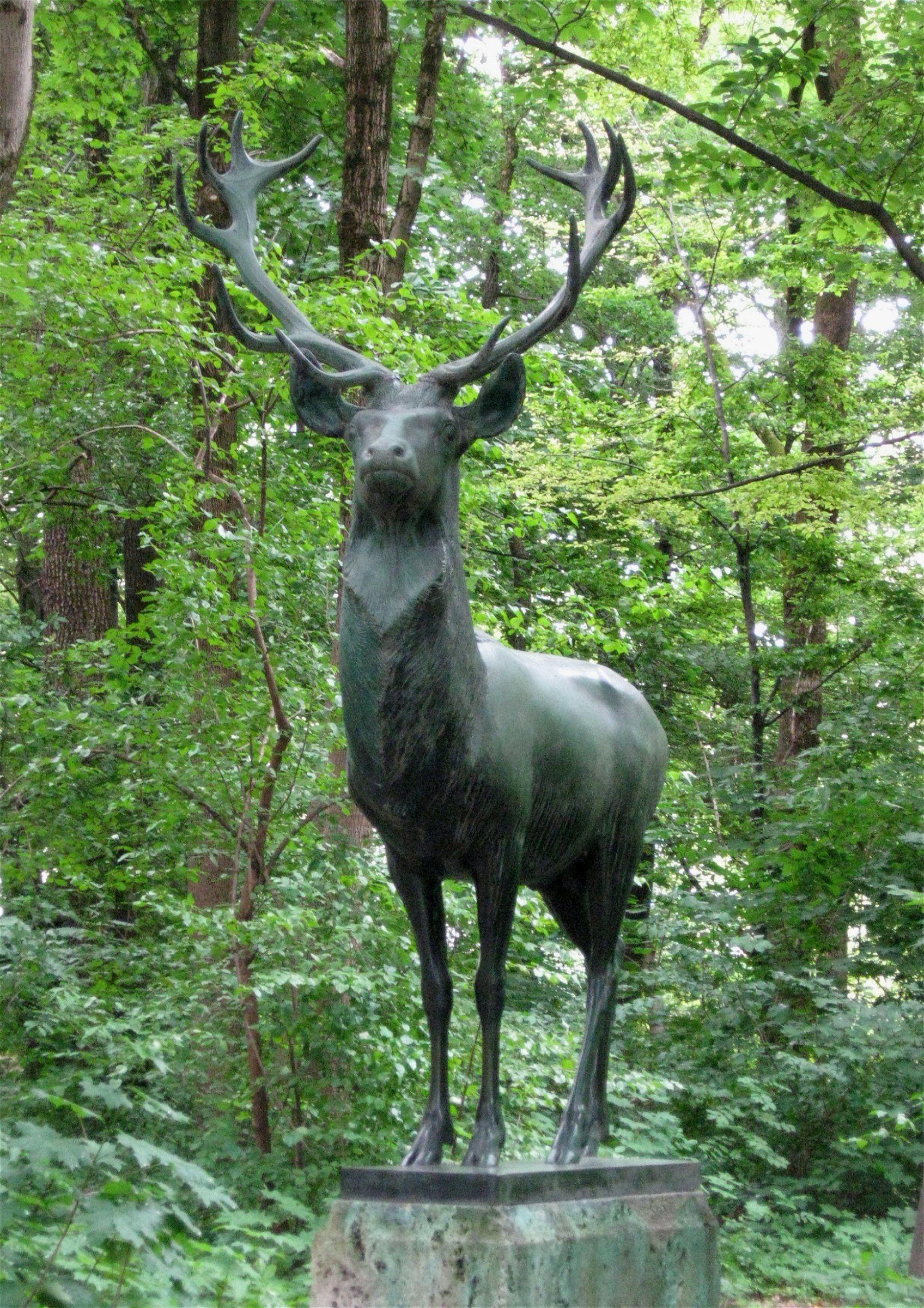
Cerf en bronze de Theodor Georgii

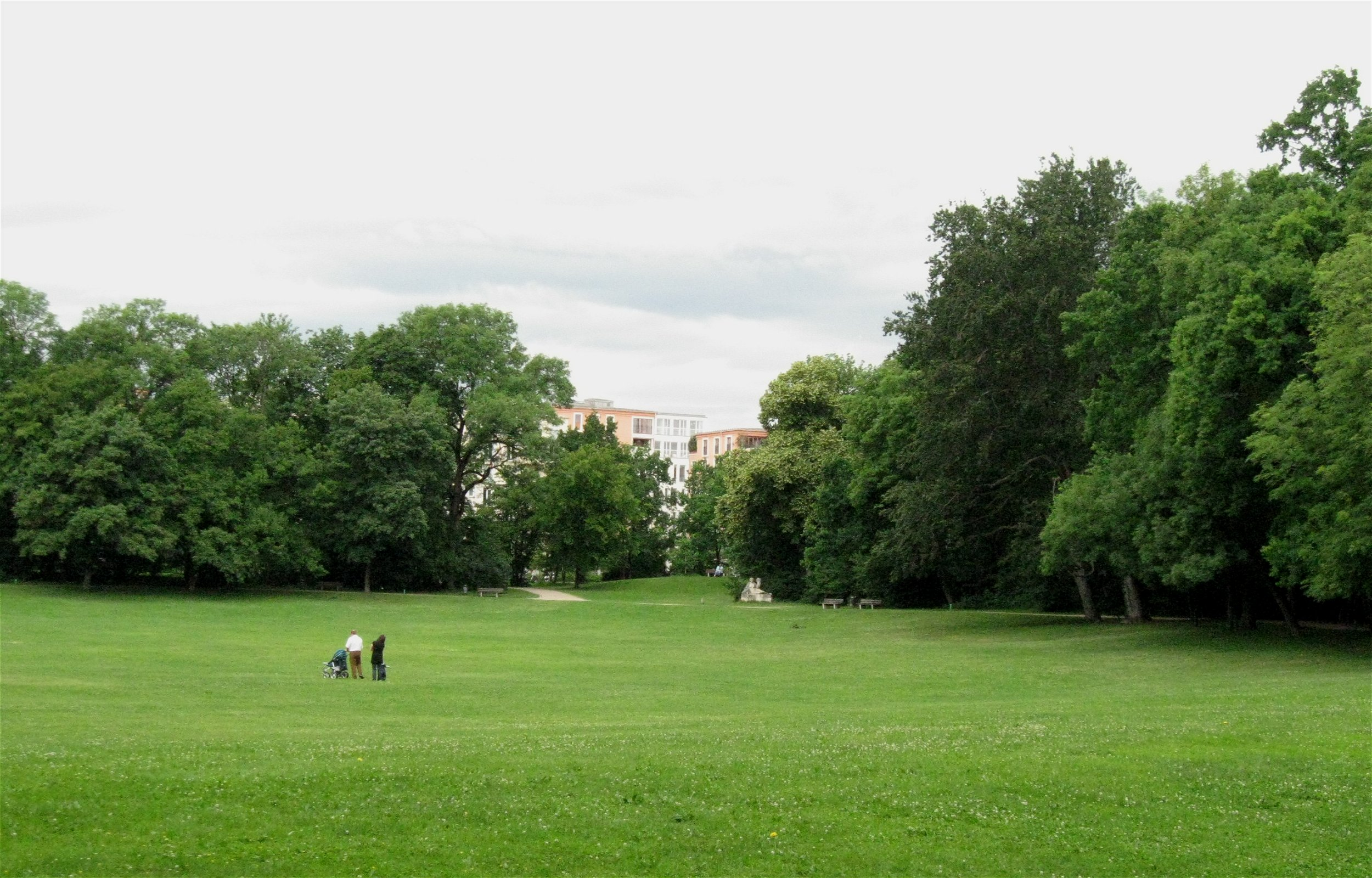
Le pré du parc

Initialement, le Bavariapark s'appelait Theresienhain. Il a été planté entre 1825 et 1831 à l'instigation du roi Louis Ier devant les portes de Munich par le jardinier de la cour Seitz comme un parc aux allées de chênes et a formé le cadre créatif et idéaliste du Temple de la Renommée, conçu par Leo von Klenze à 1853 sur la Theresienwiese. Lors de l'inauguration de la statue Bavaria en 1850, le Theresienhain reçut son nom actuel. Cependant, il n'a été ouvert au public qu'en 1872 - avec des sentiers de promenade, le König-Ludwigs-Hügel et une réserve d'arbres de cette époque. 

### Transformation en parc d'exposition

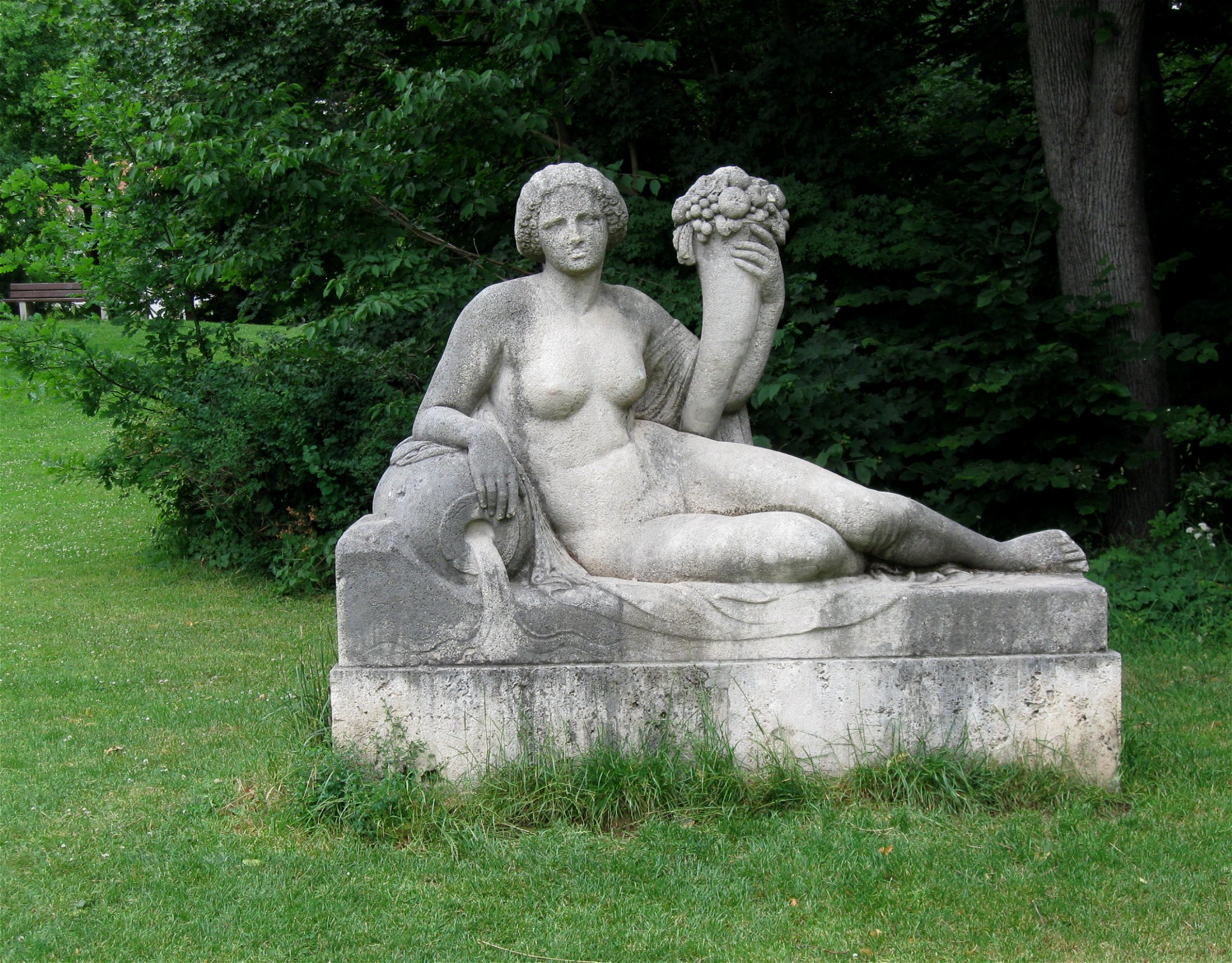
Nymphe couchée de Heinrich Düll et Georg Pezold

Lorsque le Theresienhöhe fut développé, on s’aperçut que l’aspect architectural de la Ruhmeshalle devait être protégée. Etant donné que la zone liée au Theresienwiese devait servir à de futures expositions de grande envergure, le Bavariapark a été intégré aux plans du professeur Gabriel von Seidl dans le parc des expositions, qui a été inauguré avec la grande exposition « Munich 1908 ». Pour cela, le système de sentiers du parc a dû être adapté en ajoutant de nouveaux chemins. En outre, la population d'arbres a été régénérée par de nouvelles plantations. Ce qui a été en grande partie préservé, toutefois, c'est le vaste pré du parc et la colline Ludwig en tant qu'élément de conception. Dans le même temps, le Bavariapark a également été coupé par la construction d'une route - la Bavariaring, qui entoure la Theresienwiese. 
Dans le cadre de cette transformation en "parc d'exposition", un groupe de figurines et des sculptures d'anciens artistes munichois ont également été intégrés. Il y avait aussi un portique et une fontaine en cascade. Les changements survenus dans les années 1920 et 1950 reposaient en grande partie sur un inventaire historique, qui a changé dans les années 1960 et 1970: Désormais, ces considérations esthétiques sur les jardins historiques ont joué un rôle moins important, ce qui a conduit à la suppression des éléments et différentes personnalités ont pris une nouvelle place dans le parc. 
Les sculptures et statues érigées en 1907-1908 comprennent: 
- Liegende Quellennymphe de Heinrich Düll et Georg Pezold
- Le Faune au repos de Cipri Adolf Bermann
- Groupe de cavaliers : 
  - La Richesse (Jeunesse sur un lamantin) de Bernhard Bleeker
  - La Beauté (Vierge sur une licorne) par Hermann Hahn
  - L'Imagination (Cavalière sur un cheval cabré) par Carl Ebbinghaus
  - La Force (Hercule sur un taureau) par Fritz Behn
- Groupe de bronze Les Chevaux sauvages de Georg Roemer
- Cerf en bronze par Theodor Georgii
- Femme Herm avec bassin de fontaine par Heinrich Düll et Georg Pezold

La plupart des œuvres et sculptures initialement installées dans le parc se trouvent actuellement dans le Zoo Hellabrunn, sur l'Orleansplatz et dans le Musée de la Ville.

### Refonte 2007/2008
Lorsque la foire a déménagé à Riem, le Theresienhöhe pouvait être réorganisé en termes urbains. Il était clair que le Bavariapark devrait désormais être librement accessible en tant qu'espace vert public, ce qui a été rendu possible en 1999. Alors que de nouveaux bâtiments résidentiels et de bureaux ont été construits dans l'ouest et le sud du parc au cours des années suivantes, le parc a été de plus en plus utilisé pour les loisirs et la détente. 
De nos jours, le pré du parc convient aux jeux de ballon et aux pique-niques. Les joggeurs, les propriétaires de chiens et les promeneurs déambulent sur les chemins circulaires et un terrain de jeu nouvellement conçu attire les familles. 
Dans les parties les plus isolées du parc, il est même possible d'observer la nature. On y trouve également des cours d'école dans le cadre de leurs leçons d'histoire naturelle, car le Bavariapark est considéré comme un biotope important, abritant de nombreuses espèces protégées en raison de ses nombreux arbres centenaires. 
Enfin, le département de la construction de la ville de Munich a commandé un concept de développement et de maintenance axé sur des considérations de durabilité. Sur la base de ce concept, de nombreuses mesures de reconstruction et de restauration ont été réalisées en 2007. En outre, environ 500 arbustes et 36 grands arbres ont été replantés. Ces mesures ont été financées par la réserve spéciale pour la mesure de développement urbain de Theresienhöhe. 

## Liens Web
- (de) Rénovation du Bavariapark sur www.muenchen.de